# Åsane Fotball 2018
Questa voce raccoglie le informazioni riguardanti l'Åsane Fotball nelle competizioni ufficiali della stagione 2018.

## Stagione
A seguito del 12º posto arrivato nel campionato 2017, nella stagione 2018 l'Åsane avrebbe partecipato alla 1. divisjon ed al Norgesmesterskapet. Il 20 dicembre 2017 sono stati compilati i calendari per la 1. divisjon: alla 1ª giornata, l'Åsane avrebbe ospitato il Nest-Sotra al Myrdal Gress.

## Rosa
| N. |                     | Ruolo | Calciatore           |
| -- | ------------------- | ----- | -------------------- |
| 1  | Norvegia (bandiera) | P     | Eirik Østgaard       |
| 2  | Norvegia (bandiera) | D     | Martin Ueland        |
| 4  | Norvegia (bandiera) | D     | Sondre Bjørshol      |
| 5  | Norvegia (bandiera) | D     | Fredrik Heggland     |
| 6  | Norvegia (bandiera) | C     | Andreas Fantoft      |
| 7  | Norvegia (bandiera) | C     | Tomas Kristoffersen  |
| 8  | Norvegia (bandiera) | C     | Jonas Hestetun       |
| 10 | Norvegia (bandiera) | C     | Senai Hagos          |
| 11 | Norvegia (bandiera) | C     | Joakim Hammersland   |
| 12 | Norvegia (bandiera) | P     | Borger Thomas        |
| 14 | Norvegia (bandiera) | D     | Ole Martin Kolskogen |
| 17 | Norvegia (bandiera) | D     | Nikolai Harris       |

| N. |                     | Ruolo | Calciatore          |
| -- | ------------------- | ----- | ------------------- |
| 18 | Norvegia (bandiera) | A     | Erik Huseklepp      |
| 19 | Norvegia (bandiera) | C     | Simen Lassen        |
| 20 | Norvegia (bandiera) | C     | Stian Nygard        |
| 21 | Norvegia (bandiera) | A     | Håkon Lorentzen     |
| 23 | Norvegia (bandiera) | D     | Viljar Birkeland    |
| 25 | Norvegia (bandiera) | D     | Aleksander Solli    |
| 26 | Norvegia (bandiera) | C     | Olve Opsvik         |
| 27 | Norvegia (bandiera) | A     | Magnus Bruun-Hansen |
| 30 | Nigeria (bandiera)  | C     | Michael Ogungbaro   |
| 33 | Ghana (bandiera)    | A     | Dennis Antwi        |
| 99 | Norvegia (bandiera) | P     | Andreas Søreide     |

## Calciomercato

### Sessione invernale(dal 01/01 al 31/03)
| Arrivi | Arrivi               | Arrivi     | Arrivi     |
| R.     | Nome                 | da         | Modalità   |
| ------ | -------------------- | ---------- | ---------- |
| D      | Viljar Birkeland     | Brann      | definitivo |
| D      | Ole Martin Kolskogen | Os         | definitivo |
| D      | Aleksander Solli     |            | svincolato |
| C      | Andreas Fantoft      | Brann      | definitivo |
| C      | Tomas Kristoffersen  |            | svincolato |
| C      | Michael Ogungbaro    | Start      | prestito   |
| A      | Dennis Antwi         | Start      | prestito   |
| A      | Erik Huseklepp       | Haugesund  | definitivo |
| A      | Håkon Lorentzen      | Sandefjord | prestito   |

| Partenze         | Partenze           | Partenze   | Partenze      |
| R.               | Nome               | a          | Modalità      |
| ---------------- | ------------------ | ---------- | ------------- |
| D                | Eirik Wollen Steen | Bodø/Glimt | definitivo    |
| A                | Geir André Herrem  | Bodø/Glimt | definitivo    |
| Altre operazioni |                    |            |               |
| R.               | Nome               | da         | Modalità      |
| A                | Erik Huseklepp     | Haugesund  | fine prestito |

### Sessione estiva(dal 19/07 al 15/08)
| Arrivi | Arrivi | Arrivi | Arrivi   |
| R.     | Nome   | da     | Modalità |
| ------ | ------ | ------ | -------- |

| Partenze | Partenze        | Partenze | Partenze   |
| R.       | Nome            | a        | Modalità   |
| -------- | --------------- | -------- | ---------- |
| D        | Sondre Bjørshol | Viking   | definitivo |

## Risultati

### 1. divisjon

#### Girone di andata
| Arbitro: | Tennøy (Bergen) |

|                                          |           |          |
| Huseklepp 9’ Bruun-Hansen 56’ Harris 87’ | Marcatori | 42’ Dang |

| Arbitro: | Aslam |

|                                         |           |  |
| Sildnes 20’ Jahr 45’ Mauritz-Hansen 82’ | Marcatori |  |

| Arbitro: | Haugen (Rælingen) |

|          |           |               |
| Antwi 7’ | Marcatori | 77’ Brotangen |

| Arbitro: | Moen (Oslo) |

|                                                           |           |  |
| Tripić 45’ Høiland 52’ (rig.) Kronberg 85’ Thorstvedt 88’ | Marcatori |  |

## Statistiche

### Statistiche di squadra
| Competizione       | Punti | In casa | In casa | In casa | In casa | In casa | In casa | In trasferta | In trasferta | In trasferta | In trasferta | In trasferta | In trasferta | Totale | Totale | Totale | Totale | Totale | Totale | DR |
| Competizione       | Punti | G       | V       | N       | P       | Gf      | Gs      | G            | V            | N            | P            | Gf           | Gs           | G      | V      | N      | P      | Gf     | Gs     | DR |
| ------------------ | ----- | ------- | ------- | ------- | ------- | ------- | ------- | ------------ | ------------ | ------------ | ------------ | ------------ | ------------ | ------ | ------ | ------ | ------ | ------ | ------ | -- |
| 1. divisjon        | 0     | 0       | 0       | 0       | 0       | 0       | 0       | 0            | 0            | 0            | 0            | 0            | 0            | 0      | 0      | 0      | 0      | 0      | 0      | 0  |
| Norgesmesterskapet | -     | 0       | 0       | 0       | 0       | 0       | 0       | 0            | 0            | 0            | 0            | 0            | 0            | 0      | 0      | 0      | 0      | 0      | 0      | 0  |
| Totale             | -     | 0       | 0       | 0       | 0       | 0       | 0       | 0            | 0            | 0            | 0            | 0            | 0            | 0      | 0      | 0      | 0      | 0      | 0      | 0  |

### Andamento in campionato
| Giornata  | 1 | 2 | 3 | 4 | 5 | 6 | 7 | 8 | 9 | 10 | 11 | 12 | 13 | 14 | 15 | 16 | 17 | 18 | 19 | 20 | 21 | 22 | 23 | 24 | 25 | 26 | 27 | 28 | 29 | 30 |
| --------- | - | - | - | - | - | - | - | - | - | -- | -- | -- | -- | -- | -- | -- | -- | -- | -- | -- | -- | -- | -- | -- | -- | -- | -- | -- | -- | -- |
| Luogo     | C | T | C | T | C | T | C | T | C | T  | C  | T  | C  | C  | T  | C  | T  | T  | C  | T  | C  | T  | C  | T  | C  | T  | C  | T  | C  | T  |
| Risultato | V | P |   |   |   |   |   |   |   |    |    |    |    |    |    |    |    |    |    |    |    |    |    |    |    |    |    |    |    |    |
| Posizione |   |   |   |   |   |   |   |   |   |    |    |    |    |    |    |    |    |    |    |    |    |    |    |    |    |    |    |    |    |    |

Fonte:  OBOS-ligaen 2018, su altomfotball.no, Altomfotball. URL consultato l'8 gennaio 2018 (archiviato dall'url originale il 12 gennaio 2018).
Legenda:

Luogo: C = Casa; T = Trasferta. Risultato: V = Vittoria; N = Pareggio; P = Sconfitta.

### Statistiche dei giocatori
| Giocatore        | 1. divisjon | 1. divisjon | 1. divisjon | 1. divisjon | Norgesmesterskapet | Norgesmesterskapet | Norgesmesterskapet | Norgesmesterskapet | Coppe europee | Coppe europee | Coppe europee | Coppe europee | Altre coppe | Altre coppe | Altre coppe | Altre coppe | Totale   | Totale | Totale      | Totale     |
| Giocatore        | Presenze    | Reti        | Ammonizioni | Espulsioni  | Presenze           | Reti               | Ammonizioni        | Espulsioni         | Presenze      | Reti          | Ammonizioni   | Espulsioni    | Presenze    | Reti        | Ammonizioni | Espulsioni  | Presenze | Reti   | Ammonizioni | Espulsioni |
| ---------------- | ----------- | ----------- | ----------- | ----------- | ------------------ | ------------------ | ------------------ | ------------------ | ------------- | ------------- | ------------- | ------------- | ----------- | ----------- | ----------- | ----------- | -------- | ------ | ----------- | ---------- |
| D. Antwi         | 0           | 0           | 0           | 0           | 0                  | 0                  | 0                  | 0                  |               |               |               |               |             |             |             |             | 0        | 0      | 0           | 0          |
| V. Birkeland     | 0           | 0           | 0           | 0           | 0                  | 0                  | 0                  | 0                  |               |               |               |               |             |             |             |             | 0        | 0      | 0           | 0          |
| S. Bjørshol      | 0           | 0           | 0           | 0           | 0                  | 0                  | 0                  | 0                  |               |               |               |               |             |             |             |             | 0        | 0      | 0           | 0          |
| M. Bruun-Hansen  | 0           | 0           | 0           | 0           | 0                  | 0                  | 0                  | 0                  |               |               |               |               |             |             |             |             | 0        | 0      | 0           | 0          |
| A. Fantoft       | 0           | 0           | 0           | 0           | 0                  | 0                  | 0                  | 0                  |               |               |               |               |             |             |             |             | 0        | 0      | 0           | 0          |
| S. Hagos         | 0           | 0           | 0           | 0           | 0                  | 0                  | 0                  | 0                  |               |               |               |               |             |             |             |             | 0        | 0      | 0           | 0          |
| J. Hammersland   | 0           | 0           | 0           | 0           | 0                  | 0                  | 0                  | 0                  |               |               |               |               |             |             |             |             | 0        | 0      | 0           | 0          |
| N. Harris        | 0           | 0           | 0           | 0           | 0                  | 0                  | 0                  | 0                  |               |               |               |               |             |             |             |             | 0        | 0      | 0           | 0          |
| F. Heggland      | 0           | 0           | 0           | 0           | 0                  | 0                  | 0                  | 0                  |               |               |               |               |             |             |             |             | 0        | 0      | 0           | 0          |
| J. Hestetun      | 0           | 0           | 0           | 0           | 0                  | 0                  | 0                  | 0                  |               |               |               |               |             |             |             |             | 0        | 0      | 0           | 0          |
| E. Huseklepp     | 0           | 0           | 0           | 0           | 0                  | 0                  | 0                  | 0                  |               |               |               |               |             |             |             |             | 0        | 0      | 0           | 0          |
| O. Kolskogen     | 0           | 0           | 0           | 0           | 0                  | 0                  | 0                  | 0                  |               |               |               |               |             |             |             |             | 0        | 0      | 0           | 0          |
| T. Kristoffersen | 0           | 0           | 0           | 0           | 0                  | 0                  | 0                  | 0                  |               |               |               |               |             |             |             |             | 0        | 0      | 0           | 0          |
| S. Lassen        | 0           | 0           | 0           | 0           | 0                  | 0                  | 0                  | 0                  |               |               |               |               |             |             |             |             | 0        | 0      | 0           | 0          |
| H. Lorentzen     | 0           | 0           | 0           | 0           | 0                  | 0                  | 0                  | 0                  |               |               |               |               |             |             |             |             | 0        | 0      | 0           | 0          |
| S. Nygard        | 0           | 0           | 0           | 0           | 0                  | 0                  | 0                  | 0                  |               |               |               |               |             |             |             |             | 0        | 0      | 0           | 0          |
| M. Ogungbaro     | 0           | 0           | 0           | 0           | 0                  | 0                  | 0                  | 0                  |               |               |               |               |             |             |             |             | 0        | 0      | 0           | 0          |
| O. Opsvik        | 0           | 0           | 0           | 0           | 0                  | 0                  | 0                  | 0                  |               |               |               |               |             |             |             |             | 0        | 0      | 0           | 0          |
| E. Østgaard      | 0           | -0          | 0           | 0           | 0                  | -0                 | 0                  | 0                  |               |               |               |               |             |             |             |             | 0        | 0      | 0           | 0          |
| A. Solli         | 0           | 0           | 0           | 0           | 0                  | 0                  | 0                  | 0                  |               |               |               |               |             |             |             |             | 0        | 0      | 0           | 0          |
| A. Søreide       | 0           | -0          | 0           | 0           | 0                  | -0                 | 0                  | 0                  |               |               |               |               |             |             |             |             | 0        | 0      | 0           | 0          |
| B. Thomas        | 0           | -0          | 0           | 0           | 0                  | -0                 | 0                  | 0                  |               |               |               |               |             |             |             |             | 0        | 0      | 0           | 0          |
| M. Ueland        | 0           | 0           | 0           | 0           | 0                  | 0                  | 0                  | 0                  |               |               |               |               |             |             |             |             | 0        | 0      | 0           | 0          |